# Marian Zieliński

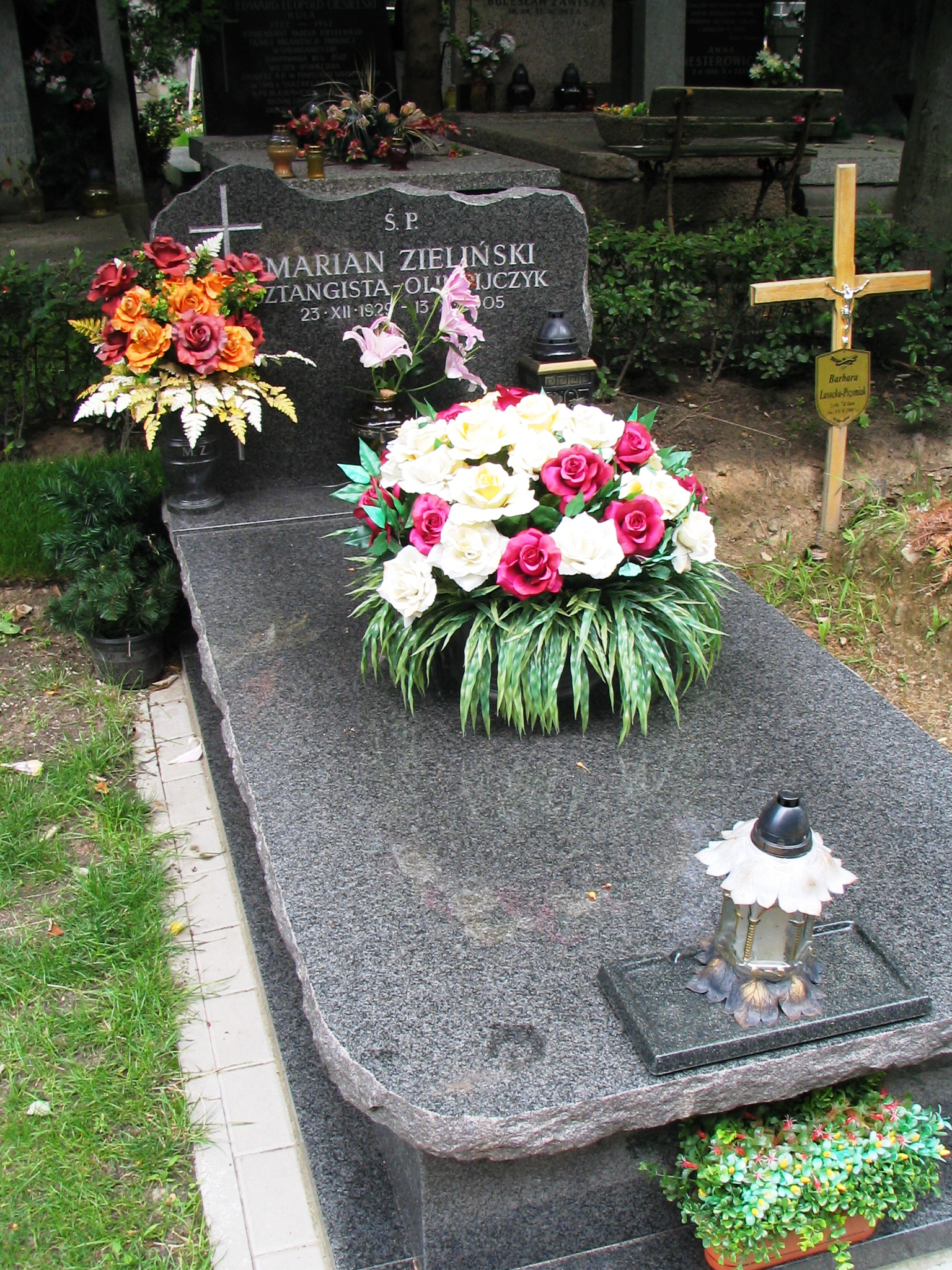
Tumba de Marian Zieliński em Varsóvia

Marian Zieliński (24 de dezembro de 1929, em Chełm – 13 de outubro de 2005, em Varsóvia) foi um halterofilista da Polônia.
Ele foi por três vezes medalhista de bronze olímpico. Foi o primeiro halterofilista polonês a ganhar medalha em Jogos Olímpicos, em 1956, em Melbourne. Naquela ocasião, levantou 335 kg no total combinado (105 no desenvolvimento [movimento-padrão abolido em 1973], mais 102,5 no arranque e 127,5 no arremesso), na categoria até 60 kg. Nos Jogos Olímpicos de Roma em 1960 ficou em quarto lugar, na categoria até 67,5 kg, e nos dois Jogos Olímpicos seguintes (Tóquio 1964 e México 1968) ficou em terceiro, na mesma categoria.
Quadro de resultados
| Ano  | Posição | Competição                                                 | Classe de peso | Marca                    |
| 1956 | 3.      | Campeonato Europeu em Helsinque                            | –60 kg         | 325 kg (97,5+100+127,5)  |
| 1956 | 3.      | Jogos Olímpicos em Melbourne                               | –60 kg         | 335 kg (105+102,5+127,5) |
| 1957 | 3.      | Campeonato Europeu em Katowice                             | –67,5 kg       | 347,5 kg (110+102,5+135) |
| 1959 | 1.      | Campeonato Mundial e Europeu em Varsóvia*                  | –60 kg         | 365 kg (110+112,5+142,5) |
| 1960 | 3.      | Campeonato Europeu em Milão                                | –67,5 kg       | 377,5 kg (117,5+110+150) |
| 1960 | 4.      | Jogos Olímpicos em Roma                                    | –67,5 kg       | 375 kg (115+110+150)     |
| 1961 | 3.      | Campeonato Mundial e Europeu em Viena*                     | –67,5 kg       | 395 kg (127,5+117,5+150) |
| 1962 | 3.      | Campeonato Mundial e Europeu em Budapeste*                 | –67,5 kg       | 405 kg (125+120+160)     |
| 1963 | 1.      | Campeonato Mundial e Europeu em Estocolmo*                 | –67,5 kg       | 417,5 kg (135+122,5+160) |
| 1964 | 3.      | Jogos Olímpicos e Campeonato Mundial em Tóquio**           | –67,5 kg       | 420 kg (140+120+160)     |
| 1965 | 2.      | Campeonato Mundial em Teerã                                | –67,5 kg       | 425 kg (140+120+165)     |
| 1966 | 2.      | Campeonato mundial e Europeu em Berlim*                    | –67,5 kg       | 410 kg (130+120+160)     |
| 1968 | 2.      | Campeonato Europeu em Leningrado                           | –67,5 kg       | 405 kg (137,5+115+152,5) |
| 1968 | 3.      | Jogos Olímpicos e Campeonato Mundial na Cidade do México** | –67,5 kg       | 420 kg (140+120+160)     |

*Os campeonatos europeus e os mundiais de 1959, 1961, 1962, 1963 e de 1966 foram organizados conjuntamente.

**Os Jogos Olímpicos de 1964 e de 1968 contaram como Campeonato Mundial de Halterofilismo também.
Quadro de recordes
Definiu quatro recordes mundiais — dois no arranque, na categoria até 60 kg, um no arremesso e um no total combinado, na categoria até 67,5 kg.
| Data                   | Disciplina | Marca    | Classe de peso | Lugar     |
| 17 de setembro de 1958 | Arranque   | 112,5 kg | –60 kg         | Estocolmo |
| 30 de setembro de 1958 | Arranque   | 112,5 kg | –60 kg         | Varsóvia  |
| 10 de setembro de 1963 | Total      | 417,5 kg | –67,5 kg       | Estocolmo |
| 29 de agosto de 1964   | Arremesso  | 167,5 kg | –67,5 kg       | Gdańsk    |